# Línguas jirajaranas
As línguas jirajaranas  formam uma família de línguas ameríndias extintas da Venezuela.

## Línguas
As línguas jirajaranas são:
- Língua jirajara
- Língua ayomán
- Língua gayón

## Vocabulário
Alguns nomes de plantas e animais nas línguas ayamán e gayón Oramas (1916):
| Português                | Espanhol                                          | Ayamán                              | Gayón                                     |
| ------------------------ | ------------------------------------------------- | ----------------------------------- | ----------------------------------------- |
| coatá                    | mono (Ateles sp.)                                 | dú, chuko                           |                                           |
| bugio                    | araguato (Mycetes seniculus)                      | dug                                 | dut                                       |
| onça-preta               | tigre (Felis onza)                                | boosing, boosin-suggo, boshí-shashá | bosín, bosin-dut                          |
| onça-parda               | león (Felis concolor)                             |                                     | bosin-sút, bosin-si-girut, araoro-bos-hin |
| maracajá                 | cunaguaro (Felis macrura)                         | araoró                              | auro, rauró                               |
| veado (cariacu)          | venado (Cervus virginianus)                       | aguí, anguiye                       | jaguio                                    |
| veado-catingueiro        | matacán (Cervus simplicicornis)                   | suelde                              |                                           |
| anta                     | danta (Tapirus terrestres)                        | yallé                               |                                           |
| paca                     | lapa (Coelogenys paca)                            | araguá                              |                                           |
| cutia                    | acure o picure (Dasyprocta aguti)                 | akurí                               |                                           |
| tapiti                   | conejo (Lepus brasiliensis)                       | soux                                | sáp, sop                                  |
| quatipuru                | ardilla (Sciurus aestuans)                        |                                     | buyeille                                  |
| rato                     | ratón                                             | digupe                              |                                           |
| tatu-galinha             | cachicamo (Dasypus sp.)                           | doux                                | dot, dok                                  |
| tamanduá-bandeira        | oso palmero (Myrmecophaga jubata)                 | boois                               |                                           |
| caititu                  | váquira (Dicotyles torquatus)                     | moñdu, mondus                       |                                           |
| cachorro-do-mato         | zorro (Canis azarae)                              | maharí                              | guarjen, guajaren                         |
| jaratataca               | mapurite (Mephitis mapurite)                      | ahareu                              |                                           |
| tamanduá-mirim           | guarije, oso hormiguero blanco (Myrmecophaga sp.) | arijí                               |                                           |
| gambá                    | rabipelado (Didelphys cancrivora)                 | arrabe-ehetao                       |                                           |
| porco                    | marrano                                           | maño, mohoins                       | moy, moí                                  |
| cachorro                 | perro                                             | perú, peerú                         | aurí                                      |
| vaca                     | vaca                                              | pakáse                              | jajás-kut, paká                           |
| jabuti                   | morrocoy (Testudo tabulata)                       | añamurí, namurí, sakokoche          |                                           |
| iguana                   | iguana (Iguana tuberculata)                       | jax                                 |                                           |
| lagarta                  | lagarto (Ameiba vulgaris)                         | eyapiá                              | kinzuzú                                   |
| cobra                    | culebra                                           | jusjí                               | jují                                      |
| cascavel                 | culebra cascabel (Crotalus horridus)              | jusjí-tañá, jují-tanña              |                                           |
| surucucu                 | culebra mapanare (Lachesis mutus)                 | jusjí-morixes                       |                                           |
| jiboia                   | culebra traga-venado (Boa constrictor)            | jusji-okuruguá                      |                                           |
| jacutinga                | pava (Penelope pipile)                            | jokgo                               |                                           |
| mutum                    | paují (Crax daubentoni, etc.)                     | suhunhí                             | sinhío                                    |
| galo                     | gallo                                             | digaró                              |                                           |
| galinha                  | gallina                                           | digaró                              | digaró                                    |
| urubu-de-cabeça-preta    | zamuro (Cathartes atratus)                        | samor                               | mosken                                    |
| urubu-de-cabeça-vermelha | oripopo o catanejo (Cathartes aura)               | yakrá                               | sakrá, yakrá                              |
| urubu-rei                | rey zamuro (Gyparchus papa)                       | ñuhumontay                          |                                           |
| gavião                   | gavilán                                           | tuhúes, ebisluye                    |                                           |
| papagaio                 | loro (Conurus sp.)                                | arasig, korá                        |                                           |
| pomba-amargosa           | paloma turca (Columba plumbea)                    | tojós                               | el-bú                                     |
| pica-pau                 | carpintero (Dryocopus lineatus?)                  |                                     | terjur                                    |
| saúva                    | bachaco                                           | sakó                                |                                           |
| milho                    | maíz (Zea mays)                                   | dos, dox, pigüio, oishi             | dos, dosivót                              |
| banana                   | plátano (Musa paradisiaca)                        | paratán                             |                                           |
| mandioca                 | yuca (Manihot sp.)                                | autugá, taon                        | tonhónb                                   |
| taioba                   | ocumo (Colocasia esculenta)                       | kumus                               |                                           |
| batata                   | batata (Batatas edulis)                           | bí                                  | bit                                       |
| abóbora                  | auyama (Cucurbita pepo)                           | yax                                 |                                           |
| feijão preto             | caraota (Phaseolus sp.)                           | kunún, suhuin, jótaga               | kou-noñ, eskonún                          |
| feijão                   | chivata (Phaseolus sp.)                           | serarías                            |                                           |
| guandu                   | quinchoncho (Cajanus indicus)                     | biruís                              |                                           |
| café                     | café                                              | kappe                               |                                           |
| tabaco                   | tabaco (Nicotiana tabacum)                        | sohó                                |                                           |
| mamão                    | lechoza (Carica papaya)                           | araká, aoraká                       |                                           |
| mamoncillo               | mamón (Melicocca bijuga)                          | supóho                              |                                           |
| cedro                    | cedro (Cedrela odorata)                           | sehedrú                             |                                           |
| açacu                    | jabillo (Hura crepitans)                          | groste                              |                                           |
| agave                    | cocuy (Agave americana)                           | yuupa, yuguspá                      |                                           |

## Comparações lexicais
Alguns paralelos lexicais entre o ayomán e o timote (Jolkesky 2016):
| Português      | Ayomán            | Timote            |
| -------------- | ----------------- | ----------------- |
| eu (1.S)       | a, ã-             | an                |
| águia          | hʷe/ɡʷe           | kʷe/ɡʷe           |
| barriga        | ju                | iʃu               |
| cabeça/rosto   | tek               | te ‘rosto’        |
| carne          | ʧuu               | ʧorok             |
| comer          | ɲami              | nam               |
| dente          | kinan             | kunanuʧ           |
| dormir         | kin               | keun              |
| frio           | ʧat               | ʧauʧ              |
| lenha/madeira  | sip               | -sep              |
| mãe            | mama              | mám               |
| pai            | taita             | tata              |
| mandioca/milho | dos/dox           | tosmus ‘mandioca’ |
| mulher/moça    | kobas/kopa ‘moça’ | kuapa ‘mulher’    |
| nariz          | ɡin/kin           | kəng              |
| pedra          | doas              | toabe             |
| tabaco         | soho/soo          | koho              |
| terra          | dap               | tapo              |

Alguns paralelos lexicais entre o ayomán e o sapé (Jolkesky 2016):
| Português  | Ayomán            | Sapé       |
| ---------- | ----------------- | ---------- |
| água       | in                | inam       |
| águia      | hʷe/ɡʷe           | kui        |
| cabaça     | ku                | iku        |
| carne      | (h)iman           | mɨan       |
| cobra      | uɡi               | ke         |
| fogo       | ʃuɡ ‘fogão’       | ʃoko       |
| homem      | unu ‘rapaz’       | uru        |
| intestino  | poh               | pukui      |
| mulher     | kobas/kopa ‘moça’ | kapai      |
| onça       | boʃin             | putʃin     |
| pedra      | dəɡ               | takua      |
| peixe      | bau               | pə         |
| rabo/penis | jopid ‘pênis’     | upi ‘rabo’ |
| ruim       | iminaʃe           | imirontʃe  |

Alguns paralelos lexicais entre o ayomán e o puinave (Jolkesky 2016):
| Português | Ayomán                        | Puinave       |
| --------- | ----------------------------- | ------------- |
| tu        | ba-                           | bã-           |
| aldeia    | ñan [ɲãn], ñam [ɲãm] ‘conuco’ | jãd [ɲãn]     |
| avô       | tum [tum] ‘idoso’             | dob [dom]     |
| cabaça    | kub [kub]                     | kõbja [komja] |
| doer      | sigi- [siɡi-]                 | sik [siɡ]     |
| fogo      | du [du]                       | dɤː           |
| peixe     | bam                           | wob [βom]     |
| plural    | -us                           | -ot           |
| raposa    | yu, llu                       | jot           |
| sol       | Gayón yivat, yibát            | jãbãt [ɲãmãt] |
| tamanduá  | bohois [boʔois], bohí [boʔi]  | boi           |
| tatu      | doux [dowx]                   | doː           |